# حکومت جهانی

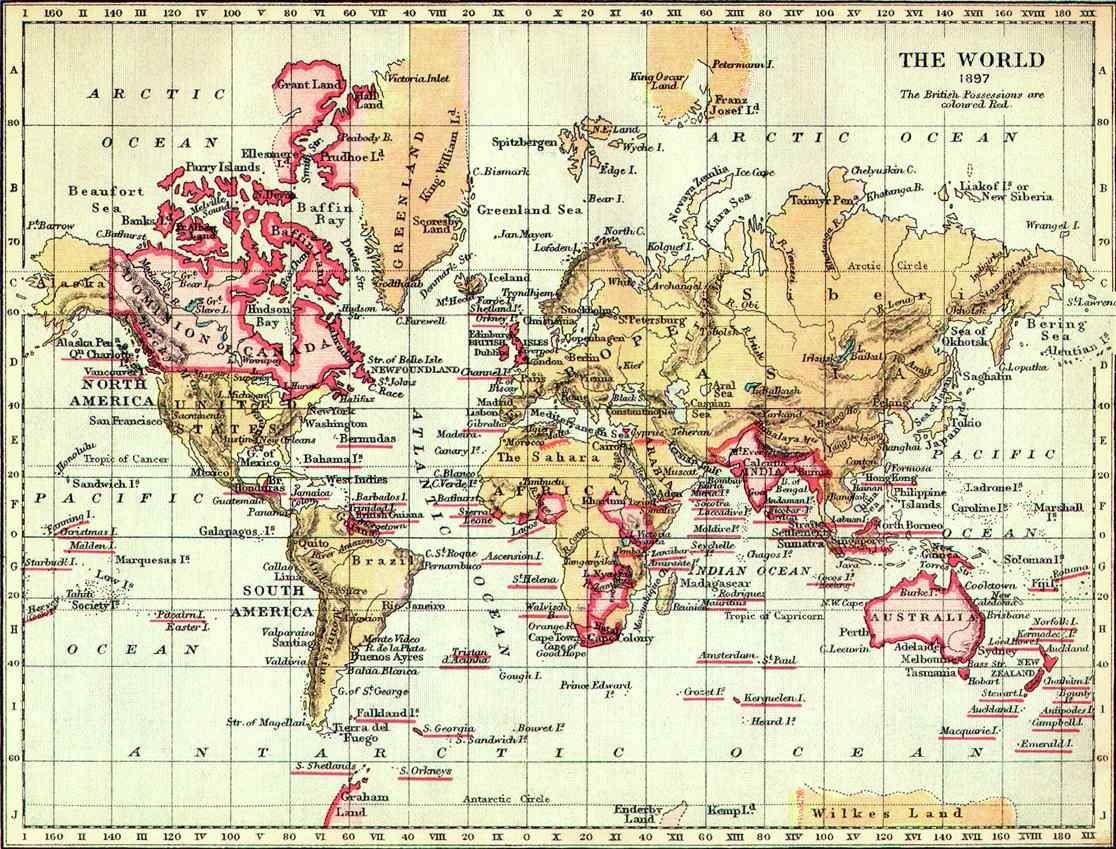
جهان در سال 1897. "تصویر بریتانیا قرمز رنگ است"

حکومت جهانی یا کوسموکراسی (به انگلیسی: cosmocracy) ایدهٔ یک اقتدار سیاست مشترک برای همهٔ بشر است، که یک حکومت جهانی و یک دولت به وجود می‌آورد که بر سراسر زمین اقتدار اعمال می‌کند. چنین حکومتی می‌تواند از طرق خشونت بار و اجباری سلطه بر جهان، یا از طرق صلح‌آمیز و داوطلبانهٔ اتحاد فراملی یا ترکیبی از این دو به وجود آید.
هرگز قوه مجریه، قوه مقننه، قوه قضائیه، نیروی نظامی، یا قانون اساسی واحدی با حوزه‌ای در سطح جهان وجود نداشته‌است. سازمان ملل متحد نقشی محدود به غالباً مشاوره دارد و هدف اعلام‌شده‌اش تحکیم همکاری بین حکومت‌های ملت کنونی است تا اعمال اقتدار بر آن‌ها.